# Perian
 (octobre 2012).
 (octobre 2012).
Perian est un greffon opensource pour QuickTime qui permet de jouer plusieurs formats vidéo populaires non pris en charge nativement par QuickTime sur Mac OS X. Il est largement basé sur le projet FFmpeg, puisqu'il utilise libavcodec et libavformat. Il emploie en outre liba52 et libmatroska.
« Le couteau suisse de Quicktime »

## Formats supportés
Perian prend en charge les formats AVI, Flash Video, et le format conteneur Matroska, ainsi que plusieurs autres formats vidéo : 
- MPEG-4 Part 2
- MS-MPEG4 v1, v2 et v3
- H.263
- H.264
- Flash Screen Video
- Truemotion VP6
- HuffYUV - LossLess YCbCr Video Codec

- Prise en charge en conteneur AVI pour :
  - Windows Media Audio (WMA)
  - AAC
  - Dolby Digital Surround Codec
  - H.264
  - Fraps Codec